# Sovinec (Hajnice)
Sovinec (též Olimberk, německy Eulenberg) je bývalá osada na katastru vesnice Horní Žďár v okrese Trutnov. První záznamy o osídlení jsou již ze 14. století. V roce 1945 se zde nacházelo více než dvacet stavení, obývaných německými rodinami. Po nuceném poválečném odsunu zůstala většina staveb opuštěna a chátrala až do jejich likvidace v osmdesátých letech 20. století. Z původních domů se zachovala do dnešních let jen dvě stavení. Jedno zachránila skautská organizace a druhé armáda, která zde po odsunu německých obyvatel, zanechala malou posádku, mající za úkol shromáždit rozuteklý dobytek.
Místo je dnes vyhledáváno turisty a místními obyvateli a využíváno k procházkám, jsou odtud výhledy na Krkonoše a zrekonstruovaná kaplička. Za dobrých podmínek je odsud vidět i Ještěd a část pohraniční tvrze Stachelberg.